# İspir
İspir là một huyện thuộc tỉnh Erzurum, Thổ Nhĩ Kỳ. Huyện có diện tích 2012 km² và dân số thời điểm năm 2007 là 18381 người, mật độ 9 người/km².